# راگلن، مونموت‌شر
راگلن (به انگلیسی: Raglan) یک منطقهٔ مسکونی در بریتانیا است که در مونموت‌شر واقع شده‌است. راگلن ۱٬۹۲۸ نفر جمعیت دارد.